# Górkowo
Górkowo (niem. Görkendorf) – wieś w Polsce, położona w województwie warmińsko-mazurskim, w powiecie olsztyńskim, w gminie Kolno.
| SIMC    | Nazwa      | Rodzaj    |
| ------- | ---------- | --------- |
| 0478374 | Augustówka | część wsi |

W latach 1975–1998 wieś administracyjnie należała do województwa olsztyńskiego. Wieś znajduje się w historycznym regionie Warmia.